# Gourmandises (singolo)
Gourmandises è il quarto singolo estratto dall'omonimo album di debutto della cantante Pop francese Alizée, Gourmandises.
Così come i precedenti singoli di Alizée, il singolo, pubblicato nell'agosto del 2001 per l'etichetta discografica Polydor, conteneva una versione strumentale della canzone.
La canzone è stata scritta da Mylène Farmer e Laurent Boutonnat, che ne hanno curato anche la produzione.

## Tracce e formati
CD-Single Polydor
1. Gourmandises (4:16)
2. Gourmandises (Instrumental) (4:10)

CD-Maxi Polydor
1. Gourmandises (Single Version) (4:10)
2. Gourmandises (Les Baisers Dance Mix) (8:25)
3. Gourmandises (Loup y es-tu ? Groovy Mix) (6:30)
4. Gourmandises (Remix Gourmand) (5:35)

Digital download
1. Gourmandises (4:16)

French 12" vinyl single
A Side :
1. Gourmandises (Les Baisers Dance Mix) (8:25)

B Side :
1. Gourmandises (Single Version) (4:10)
2. Gourmandises (Loup y es-tu ? Groovy Mix) (6:30)

## Classifiche
| Paese             | Posizione raggiunta |
| ----------------- | ------------------- |
| Francia           | 14                  |
| Belgio (Vallonia) | 21                  |
| Svizzera          | 70                  |